# Władimir Jułygin
Władimir Michajłowicz Jułygin, ros. Владимир Михайлович Юлыгин (ur. 18 stycznia 1936 w Stalinogorsku, w obwodzie tulskim, Rosyjska FSRR, zm. 26 kwietnia 2016 w Moskwie) – rosyjski i radziecki piłkarz, grający na pozycji napastnika lub pomocnika, trener piłkarski.

## Kariera piłkarska
W 1954 rozpoczął karierę piłkarską w drużynie Szachtior Stalinogorsk. W 1955 bronił barw wojskowego BOF Sewastopol. W 1958 został piłkarzem Torpieda Gorki. W 1960 powrócił do Szachtiora Stalinogorsk. W 1961 został zaproszony do Czornomorca Odessa. W 1962 przeszedł do Szynnika Jarosław. W 1963 zasilił skład Dnipra Dniepropetrowsk. W 1964 przeniósł się do Tawrii Symferopol, w którym zakończył karierę piłkarza w roku 1965.

## Kariera trenerska
Po zakończeniu kariery piłkarza rozpoczął pracę szkoleniowca. W 1966 prowadził klub Traktor Władimir. W lutym 1967 stał na czele Tawrii Symferopol, którą kierował do 10 sierpnia 1967, Potem pracował w klubach Motor Władimir, Spartak Joszkar-Oła, Stroitiel Aszchabad, Spartak Kostroma, Torpiedo Władimir, Lokomotiw Moskwa, Kolhozçi Aszchabad, Wołgar Astrachań, Asmarał Moskwa, FK Dimitrowgrad, Dinamo Stawropol, Uralec Niżny Tagił, Spartak Szczełkowo, Dinamo Wołogda, Znamia Truda Oriechowo-Zujewo, Szeksna Czerepowiec, Priesnia Moskwa, FK Chimki i Rubin Kazań.

## Sukcesy i odznaczenia

### Sukcesy piłkarskie
Czornomoreć Odessa
- mistrz Pierwoj ligi ZSRR: 1961 (Ukraińskiej SRR)

### Odznaczenia
- tytuł Zasłużonego Trenera Rosyjskiej FSRR: 1991